# Волобуевка (Харьковская область)
Волобу́евка (укр. Волобуївка), село, 
Гусаровский сельский совет,
Балаклейский район,
Харьковская область.
Код КОАТУУ — 6320282402. Население по переписи 2001 г. составляет 304 (138/166 м/ж) человека.

## Географическое положение
Сёла
Гусаровка,
Волобуевка, 
Чепель
находятся на расстоянии менее 1 км.
По территории протекает река Чепель.

## История
До 1 сентября (ст.ст.) 1917 года в составе Российской империи.
С 1 сентября (ст.ст.) по 25 октября (ст.ст.) 1917 года в составе Российской республики. Далее началась Гражданская война.
C 29 апреля по 14 декабря 1918 года во время Гражданской войны в России 1918—1923 годов в составе Украинской державы.
C декабря 1922 года в составе Украинской Советской Социалистической Республики Союза Советских Социалистических Республик.
20 января 1942 года освобождено с. Волобуевка войсками 337-й стрелковой дивизии (полковник С.М. Бушев) 6-й армии (генерал-майор А.М. Городнянский) Юго-Западного фронта (командующий генерал-лейтенант Ф. Я. Костенко) в ходе Барвенково-Лозовской наступательной операции 18—31.01.1942 года.
В мае 1942 года село снова оккупировано.